# Барон Килмарнок
Барон Килмарнок из Килмарнока в графстве Айршир в Шотландии — наследственный титул в системе Пэрства Соединённого королевства.

## История
Титул барона Килмарнока был создан 17 июня 1831 года для Уильяма Хэя, 18-го графа Эррола (1801—1846). Это было возрождение баронства Килмарнок, последним носителем которого был Уильям Бойд, 4-й граф Килмарнок (1704—1746), который был лишен титула в 1746 году. Титул барона Килмарнока оставался дополнительным титулом графов Эррол до смерти в 1941 году Джослина Виктора Хэя, 22-го графа Эррола (1901—1941). Графский титул, который мог передавать мужским и женскими потомкам, унаследовала его дочь и единственный ребёнок, Диана Дениз Хэй, 23-я графиня Эррол (1926—1978). Баронский титул, который мог наследоваться только потомками мужского пола, получил Гилберт Аллан Роулэнд Хэй, 6-й барон Килмарнок (1903—1975), младший брат 22-го графа Эррола. В том же году 6-й барон Килмарнок принял фамилию «Бойд» вместо фамилия «Хэй». 
По состоянию на 2025 год носителем титула являлся его младший сын, Робин Джордан Бойд, 8-й барон Килмарнок (род. 1941), который сменил своего старшего брата в 2009 году.
Бароны Килмарнок — наследственные вожди шотландского равнинного клана Бойд.

## Бароны Килмарнок (1831)
- 1831—1846: Уильям Джордж Хэй, 18-й граф Эррол, 1-й барон Килмарнок (21 февраля 1801 — 19 апреля 1846), старший сын Уильяма Хэя, 17-го графа Эррола (1772—1819);
- 1846—1891: майор Уильям Гарри Хэй, 19-й граф Эррол, 2-й барон Килмарнок (3 мая 1823 — 3 декабря 1891), единственный сын предыдущего;
- 1891—1927: Чарльз Гор Хэй, 20-й граф Эррол, 3-й барон Килмарнок (7 февраля 1852 — 8 июля 1927), второй сын предыдущего;
- 1927—1928: полковник Виктор Александер Хэй, 21-й граф Эррол, 4-й барон Килмарнок (17 октября 1876 — 20 февраля 1928), старший сын предыдущего;
- 1928—1941: Джослин Виктор Хэй, 22-й граф Эррол, 5-й барон Килмарнок (11 мая 1901 — 24 января 1941), старший сын предыдущего;
- 1941—1975: Гилберт Аллан Роланд Бойд, 6-й барон Килмарнок (15 января 1903 — 15 мая 1975), младший брат предыдущего;
- 1975—2009: Алистер Айвор Гилберт Бойд, 7-й барон Килмарнок[англ.] (11 мая 1927 — 19 марта 2009), старший сын предыдущего;
- 2009 — настоящее время: Робин Джордан Бойд, 8-й барон Килмарнок (род. 6 июня 1941), младший брат предыдущего;
  - Наследник титула: достопочтенный Саймон Джон Бойд (род. 29 октября 1978), старший сын предыдущего;
    - Наследник наследника: Люсьен Майкл Бойд (род. 13 июня 2007), единственный сын предыдущего.